# Calpinae
Calpinae es una subfamilia de polillas perteneciente a la familia Erebidae. Está estrechamente relacionada con Catocalinae; ambas subfamilias contienen especies con alas más grandes de 5 centímetros.
El status de esta subfamilia está en disputa; algunas veces colocados en Catocalinae. La mayoría de los géneros de Calpinae no están clasificados, la estructura filogenética de este grupo está esencialmente sin resolver, y en muchos casos es incluso dudoso que los géneros estén colocados correctamente en esta subfamilia.
El rasgo característico de los miembros esta subfamilia es la probóscide, que tiene varios ganchos en forma de anzuelo y que se usa para perforar la piel de frutas para beber sus jugos o la piel de mamíferos para tener acceso a su sangre.

## Tribus y géneros
Tribu Calpini
- Africalpe Krüger, 1939
- Calyptra Ochsenheimer, 1816
- Eudocima Billberg, 1820
- Ferenta Walker, 1858
- Gonodonta Hübner, 1818
- Graphigona Walker, 1858
- Oraesia Boisduval and Guenée, 1852b
- Plusiodonta Boisduval and Guenée, 1852b
- Tetrisia Walker, 1867

Tribu Gonopterini
- Scoliopteryx

Géneros incertae sedis
- Cecharismena Möschler, 1890
- Culasta Moore, 1881a
- Euryschema Turner, 1925
- Epicyrtica
- Goniapteryx Perty, Spix 1833
- Hemiceratoides Strand, 1911
- Pharga Walker, 1863
- Phyprosopus Grote, 1872
- Psammathodoxa Dyar, 1921
- Radara Walker, 1862

Géneros provisionalmente incluidos aquí (lista imcompleta); incluye taxones a veces separados en Ophiderinae
- Abriesa
- Acanthoprora
- Agamana
- Alabama
- Amphigonia
- Anachrostis
- Anoba
- Anomis
- Antiblemma
- Anticarsia
- Arcte
- Armana
- Arthisma
- Arugisa
- Ascalapha
- Avitta
- Azeta
- Baniana
- Belciana
- Bematha
- Bendisodes (Catocalinae: Ophiusina?)
- Boryzops
- Brachycyttara
- Brachyona
- Brana
- Brevipecten
- Brontypena
- Bulia
- Calymniops
- Cephena
- Chilkasa
- Chodda
- Cissusa
- Concana
- Condate
- Conosema
- Corcobara
- Coxina (Catocalinae: Ophiusina?)
- Crithote
- Crypsiprora
- Cultripalpa
- Cyclodes
- Daddala
- Dahlia
- Daona
- Diascia
- Diatenes
- Diphthera
- Dunira
- Dyops
- Eclipsea
- Egnasia
- Egnasides
- Egone
- Ephyrodes
- Epidromia
- Episparis
- Episparina
- Episparonia
- Epitausa
- Eporectis
- Erebus (Catocalinae?)
- Ericeia
- Eubryopterella
- Eudesmeola
- Eulepidotis
- Eurythmus
- Facidina
- Falana
- Fodina
- Forsebia
- Gabara
- Gloriana
- Goniocarsia
- Gracillina
- Helia (Catocalinae: Ophiusina?)
- Hemipsectra
- Heteranassa (Catocalinae: Ophiusina?)
- Hemeroblemma
- Heterormista
- Heterospila
- Hirsutopalpis
- Hopetounia
- Hulodes
- Hypocala
- Hyperlopha
- Hypoprora
- Hyposemansis
- Hypospila
- Hypsoropha
- Ianius
- Isogona
- Itomia (Catocalinae: Ophiusina?)
- Kakopoda (Catocalinae: Ophiusina?)
- Latebraria
- Ledaea
- Leptotroga
- Lesmone (Catocalinae: Ophiusina?)
- Lignicida
- Lineopalpa
- Litocala
- Litoprosopus
- Lophozancla
- Lyncestoides Hacker & Saldaitis, 2010
- Maguda
- Malatrogia
- Manbuta
- Marapana
- Masca
- Massala
- Matella
- Mecodina
- Melipotis (Catocalinae: Ophiusina?)
- Meranda
- Mesosciera
- Metalectra
- Metallata
- Metaphoenia
- Mimophisma (Catocalinae: Ophiusina?)
- Neogabara
- Neostichtis
- Obrima
- Oglasa
- Olulis
- Olyssa
- Ophyx
- Orodesma
- Orthozancla
- Ortopla
- Ossonoba
- Oxygonitis
- Oxyodes
- Palpidia
- Pangrapta
- Panopoda
- Panula
- Parachabora
- Parapadna
- Parolulis
- Perciana
- Perinaenia
- Pilipectus
- Phyllodes
- Phytometra
- Pleurona
- Polydesma (Catocalinae: Ophiusina?)
- Polydesmiola
- Praxis
- Propatria
- Prorocopis
- Pseudorgyia
- Pseudogyrtona
- Ramadasa
- Raparna
- Rema
- Rhapsa
- Rhesala
- Rhesalides
- Rhosologia
- Rhynchodina
- Saroba
- Savara
- Schistorhynx
- Selenisa (Catocalinae: Ophiusina?)
- Selenoperas
- Spectrophysa
- Sphingomorpha
- Stenocarsia
- Stenoprora
- Sundwarda
- Syllectra
- Sypna
- Sypnoides
- Talmala
- Tamba
- Thiacidas
- Thoracolophotos
- Throana
- Thyrostipa
- Thysania
- Tinolius
- Tipasa
- Tiruvaca
- Tolpia
- Tolpiodes
- Toxonprucha (Catocalinae: Ophiusina?)
- Trigonochrostia
- Trisula
- Tropidtamba
- Tyrissa (Catocalinae: Ophiusina?)
- Ugia
- Veia
- Vestura
- Xanthanomis
- Zaleops (Catocalinae: Ophiusina?)